# Buddleja longiflora
Buddleja longiflora là một loài thực vật có hoa trong họ Huyền sâm. Loài này được Brade mô tả khoa học đầu tiên năm 1957.